# Дворец Сфатул Цэрий
Дворец Сфатул Цэрий (рум. Sediul Sfatului Țării) — здание в Кишинёве, первоначально размещавшееся в 3-й гимназии для мальчиков, расположенное по ул. Алексея Матеевича. В 1917—1918 годах здесь располагался парламент автономной Молдавии — Сфатул Цэрий. Внесен в реестр памятников государственного значения Молдавии.

## История
Здание возведено по проекту Владимира Цыганки, предназначалось как детский дом и пансионат для 70 мальчиков из дворянских семей. В 1905 году, когда строительные работы были завершены, здание было передано министерству просвещения, которое решило открыть в нём третью мужскую гимназию. Двухэтажное здание построено по плану, напоминающему кириллическую букву «ж», в стиле французского классицизма и отделено от улицы просторным садом. Внутри, помимо учебных помещений, находилась школьная церковь Святого Стефана.
В 1914 году в здании разместили военный госпиталь. В 1917 году бывшая гимназия стала резиденцией Национального совета (Сфатул Цэрий), парламента Бессарабии, получившей автономию после Февральской революции в Российской империи. 2 декабря 1917 года Сфатул Цэрий постановил создать Молдавскую демократическую республику со статусом, сопоставимым со статусом Великого княжества Финляндского до 1917 года, а 27 марта 1918 года проголосовали за присоединение Бессарабии к Румынии. Во время голосования здание парламента было окружено румынскими войсками, которые вторглись в Бессарабию в январе того же года, изгнав из нее большевиков. Памятная доска на фасаде здания указывает на период работы парламента Молдавии.
В межвоенный период в здании размещалась мужская гимназия им. Александру Донича. Перед дворцом стояла копия фигуры Капитолийской волчицы, которая должна была символизировать римское происхождение румын. Затем, в 1934 году, здание было передано отделению агрономических наук Ясского университета. Во время Второй мировой войны здание сильно пострадало и в 1950 году было реконструировано по проекту Этти-Розы Спирер. В нем располагался Сельскохозяйственный институт, а затем Академия художеств, впоследствии переименованная в Академию музыки, театра и искусств. В первые десятилетия XXI века техническое состояние здания было очень плохим, и оно требовало срочного ремонта.